# 上村周平
上村 周平（かみむら しゅうへい、1995年10月15日 - ）は、熊本県上益城郡益城町出身のプロサッカー選手。Jリーグ・ロアッソ熊本所属。ポジションは、MF。

## 経歴
ロアッソ熊本のジュニアユース・ユース出身で、2013年秋にトップ昇格が決定した。ジュニアユース時代には嶋田慎太郎らとともにデベロップカップで準優勝している。2013年は2種登録選手としてトップ登録されていた。
2014年、J2リーグ第16節で途中出場にてJリーグデビューを果たした。また、Jリーグ・アンダー22選抜にも登録され、2試合に出場し2アシストを記録している。
2015年シーズンは当初は試合出場に乏しく攻撃的MFでの起用が主だったが、シーズン後半にはボランチの主力の座を奪取、チームの中枢的な選手に成長した。2016年シーズンはキム・テヨンらの加入で出番を失い17試合の出場に留まった。
2017年シーズン当初も出番を得ることが出来ないでいたが、清川監督の解任、池谷監督の就任により再び出番を掴み、ボランチの柱として活躍した。2018年以降もチームの主力として出番を掴み続けている。
2020年シーズンは出足の速さによる守備強度の上昇を期待され、攻撃的MFの位置で起用された。欠場試合は数試合あったものの、シーズンを通して主力として活躍した。
2021年シーズンは河原創の台頭もあり、右のサイドハーフなどでプレイすることが多かった。2022年シーズンは河原がJ2ベストイレブンを受賞する活躍を見せ、三島頌平の移籍加入や竹本雄飛の台頭もあり、守備的なポジションを得意とする上村の出番は限られた。
2023年シーズン以降は河原が移籍したことで、河原が務めていたアンカーのポジションの主力として定着している。

## 所属クラブ
- 2002年 - 2007年 太陽スポーツクラブ熊本U-12
- 2008年 - 2010年 ロアッソ熊本ジュニアユース
- 2011年 - 2013年 ロアッソ熊本ユース(熊本商業高校)
  - 2013年 ロアッソ熊本（2種登録）
- 2014年 -  ロアッソ熊本
  - 2014年7月 - 2015年  Jリーグ・アンダー22選抜

## 個人成績
| 国内大会個人成績 | 国内大会個人成績 | 国内大会個人成績 | 国内大会個人成績 | 国内大会個人成績 | 国内大会個人成績 | 国内大会個人成績 | 国内大会個人成績 | 国内大会個人成績 | 国内大会個人成績 | 国内大会個人成績 | 国内大会個人成績 |
| 年度             | クラブ           | 背番号           | リーグ           | リーグ戦         | リーグ戦         | リーグ杯         | リーグ杯         | オープン杯       | オープン杯       | 期間通算         | 期間通算         |
| 年度             | クラブ           | 背番号           | リーグ           | 出場             | 得点             | 出場             | 得点             | 出場             | 得点             | 出場             | 得点             |
| 日本             | 日本             | 日本             | 日本             | リーグ戦         | リーグ戦         | リーグ杯         | リーグ杯         | 天皇杯           | 天皇杯           | 期間通算         | 期間通算         |
| ---------------- | ---------------- | ---------------- | ---------------- | ---------------- | ---------------- | ---------------- | ---------------- | ---------------- | ---------------- | ---------------- | ---------------- |
| 2014             | 熊本             | 33               | J2               | 5                | 0                | -                | -                | 1                | 0                | 6                | 0                |
| 2015             | 熊本             | 38               | J2               | 24               | 0                | -                | -                | 3                | 0                | 27               | 0                |
| 2016             | 熊本             | 38               | J2               | 17               | 0                | -                | -                | 2                | 0                | 19               | 0                |
| 2017             | 熊本             | 38               | J2               | 27               | 1                | -                | -                | 1                | 0                | 28               | 1                |
| 2018             | 熊本             | 8                | J2               | 31               | 2                | -                | -                | 1                | 0                | 32               | 2                |
| 2019             | 熊本             | 8                | J3               | 30               | 0                | -                | -                | 2                | 0                | 32               | 0                |
| 2020             | 熊本             | 8                | J3               | 33               | 3                | -                | -                | -                | -                | 33               | 3                |
| 2021             | 熊本             | 8                | J3               | 27               | 3                | -                | -                | 2                | 0                | 29               | 3                |
| 2022             | 熊本             | 8                | J2               | 13               | 1                | -                | -                | 0                | 0                | 13               | 1                |
| 2023             | 熊本             | 8                | J2               | 40               | 2                | -                | -                | 5                | 0                | 45               | 2                |
| 2024             | 熊本             | 8                | J2               | 36               | 1                | 1                | 0                | 1                | 0                | 38               | 1                |
| 通算             | 日本             | 日本             | J2               | 193              | 7                | 1                | 0                | 14               | 0                | 208              | 7                |
| 通算             | 日本             | 日本             | J3               | 92               | 6                | -                | -                | 4                | 0                | 96               | 6                |
| 総通算           | 総通算           | 総通算           | 総通算           | 285              | 13               | 1                | 0                | 18               | 0                | 304              | 13               |

その他の公式戦
| 2014   | J-22   | -      | J3     | 2 | 0 | 2 | 0 |
| 通算   | 日本   | 日本   | J3     | 2 | 0 | 2 | 0 |
| 総通算 | 総通算 | 総通算 | 総通算 | 2 | 0 | 2 | 0 |

- Jリーグ初出場 - 2014年5月31日 J2 第16節 カターレ富山戦 (熊本市水前寺競技場)
- その他：KFA 第23回熊本県サッカー選手権大会 (2019.5.12) 1試合0得点